# Rachael Paxton
Rachael Jade Paxton (* 21. Juni 1984 in Roma) ist eine ehemalige australische Triathletin.

## Werdegang
2008 wurde sie Triathlon-Vizeweltmeisterin auf der olympischen Distanz in der Klasse der Frauen 20 bis 24 Jahre. Seit Oktober 2009 startete sie als Profi.
Im Juni 2013 wurde bei ihr Bauchspeicheldrüsenkrebs diagnostiziert. Paxton startete seit Beginn des Jahres 2014 wieder bei Rennen, während die Behandlung noch andauerte.
Seit 2014 tritt sie nicht mehr international in Erscheinung. Rachael Paxton lebt in Maroochydore (Queensland).

## Sportliche Erfolge
| Datum/Jahr    | Rang | Wettbewerb                                   | Austragungsort | Zeit     | Bemerkung                                                                        |
| ------------- | ---- | -------------------------------------------- | -------------- | -------- | -------------------------------------------------------------------------------- |
| 24. Aug. 2014 | 12   | Challenge Gold Coast                         | Gold Coast     | 03:06:10 | auf der Halbdistanz                                                              |
| 1. Juni 2014  | 3    | 5150 Coral Coast                             | Port Douglas   |          |                                                                                  |
| 22. Sep. 2012 | 8    | ITU Long Distance Triathlon World Series     | Weihai         | 05:18:55 |                                                                                  |
| 18. Sep. 2011 | 4    | Ironman 70.3 Tokoname                        | Tokoname       | 05:53:36 |                                                                                  |
| 20. März 2011 | 5    | Ironman 70.3 Singapore                       | Singapur       | 04:36:52 | [ 2 ]                                                                            |
| 12. März 2011 | 16   | Abu Dhabi International Triathlon            | Abu Dhabi      |          | [ 3 ]                                                                            |
| 25. Sep. 2010 | 3    | ITU Long Distance Triathlon World Series     | Weihai         | 04:33:35 | hinter der Schweizer Siegerin Caroline Steffen und der Tschechin Radka Vodičková |
| 6. Dez. 2009  | 3    | Laguna Phuket Triathlon                      | Phuket         |          |                                                                                  |
| 11. Sep. 2009 |      | ITU Triathlon World Championship Series 2009 | Gold Coast     | 02:07:10 | Zweite in der Klasse W25–29                                                      |
| 4. Okt. 2009  | 1    | Ironman 70.3 Putrajaya                       | Putrajaya      |          | Sieg beim ersten Start auf dieser Distanz                                        |
| 8. Juni 2008  | 2    | ITU Triathlon World Championships 20-24      | Vancouver      | 02:04:40 | Vizeweltmeisterin auf der olympischen Distanz in der Klasse W20–24               |

(DNF – Did Not Finish)